# Длинные нарды
Длинные нарды — одна из разновидностей игры в нарды, требующая от участников стратегического мышления и умения вести комбинационную борьбу.

## Правила игры
Играют двое. Доска делится на две половины (левую и правую). У каждого игрока на доске по 15 шашек, которые расставляются на своей части доски вдоль правой стороны. Наборы шашек у игроков разного, обычно чёрного и белого цвета. Количество зар (кубиков) — 2. Игроки выбрасывают зары по очереди. Каждый игрок имеет право передвигать шашки только своего цвета.
Начальное расположение шашек на доске (позиция 12 и 24) называется «голова». Ход с этого положения называется «ход с головы». За один ход с головы можно взять только одну шашку (кроме первого броска).
Право первого хода, и соответственно белого цвета шашек, разыгрывается так: каждый игрок кидает один зар. Право первого хода и белый цвет шашек получает тот, у кого выпало большее количество очков. При одинаковом количестве выпавших очков бросок повторяется. Если игра состоит из нескольких конов, то цвет шашек меняется, и следующий кон начинает игрок, игравший предыдущий кон чёрным цветом.
Ход игрока — это бросок зар и последующее движение шашек после броска. Зары следует бросать из специального кожаного стаканчика. Бросать необходимо так, чтобы зары упали на одну половину доски и устойчиво легли на плоскость доски. Зары должны оставаться в том положении, в котором упали на доску, до завершения хода. Если зары упали на разные половины доски, или за её пределами, или остановились в неустойчивом положении (например, кубик «встал на ребро», опираясь на бортик доски или шашку), производится повторный бросок. 
После броска игрок обязан передвинуть две свои шашки против часовой стрелки на столько лунок, сколько очков выпало на каждой из костей. Вместо ходов двумя разными шашками игрок может сделать два хода одной шашкой. Если на зарах выпало одинаковое количество очков (так называемый «дубль»), то бросок удваивается, то есть игрок должен сделать четыре движения шашками. Запрещено делать ход, в результате которого шашка встаёт на поле, занятое шашкой противника. Ходить надо строго на то число очков, которое выпало на зарах. Если ход на выпавшее количество очков невозможен, эти очки «сгорают», но если возможность хода имеется, то игрок обязан, даже в ущерб себе, использовать все выпавшие очки. Если есть два хода, один из которых использует одну кость, а другой — две, игрок обязан сделать ход, использующий обе кости (т. н. «правило полного хода»).
Ход считается завершённым после нажатия кнопки турнирных часов, либо передачей зар сопернику.

## Смысл игры
Игрок должен пройти всеми шашками полный круг (против часовой стрелки), зайти ими в «дом» и «выбросить» их раньше, чем это сделает противник. «Домом» для каждого игрока считается последняя четверть игрового поля — «дом белых» (1-6) и «дом чёрных» (13-18). Термин «выбрасывать» означает делать шашкой такой ход, чтобы она оказывалась за пределами доски. «Выбрасывать» шашки можно только после того, как все шашки «пришли в дом». Следовательно, белые идут из зоны 19-24 в зону 1-6, а чёрные из зоны 7-12 в зону 13-18.

### Отличие откоротких нард
Основными отличиями данного вида нард являются:
- начальная расстановка;
- движение шашек у обоих игроков происходит в одном направлении, тогда как в коротких нардах шашки игроков двигаются навстречу друг другу;
- отсутствие сбитых шашек: запрещено ставить шашку на лунку, занятую даже одной шашкой соперника;
- возможность запирания: когда все шесть следующих за шашкой лунок заняты шашками противника, ею нельзя ходить ни при каких выпавших очках. Такая шашка называется «запертой». Построение непрерывного ряда из шести своих шашек считается идеальным результатом для создания помех шашкам соперника, но если на любом поле, находящемся впереди по ходу движения соперника, отсутствуют его шашки, строить непрерывный ряд из шести своих шашек нельзя.

## Розыгрыш
Игрок кидает одновременно два зара. После броска игрок передвигает любую из своих шашек на число лунок (клеток), равное выпавшему числу одного из зар, а затем одну любую шашку на число лунок, равное выпавшему числу другого зара. То есть, если на одном заре выпало «три», а на другом «пять», то, соответственно, можно передвинуть одну свою шашку на три лунки, а другую на пять лунок. В этом случае можно передвигать одну шашку на восемь лунок. Какой ход первым делать, большее выпавшее число или меньшее, не имеет значения. При этом с головы можно брать только одну шашку.
Первый бросок с головы, в начале игры (партии) предоставляет игрокам исключение из вышеуказанного правила. Если одна шашка, которую только и можно снять с головы, не проходит, то можно снять вторую. Таких бросков для игрока всего три: шесть-шесть (6-6); четыре-четыре (4-4); три-три (3-3). В данной ситуации сыграть одной шашкой полный ход нет возможности, так как мешают шашки противника, стоящие на голове. Если выпадает одно из таких сочетаний, то игрок может снять с головы две шашки, кроме ситуации, если в любом из полей стоят шашки, которыми можно осуществить ход. При первом броске белых 5-5, и последующем броске чёрными 4-4, последние снимают одну шашку с головы играя одну четвёрку, так как пройти дальше мешает созданная помеха. Соответственно, при первом броске белых 2-2, и последующем броске чёрных 5-5, последние снимают одну шашку с головы, играя три возможных пятёрки.
Если на обоих зарах выпадает одинаковое количество очков (дубль, гош, куш), тогда игрок играет так, как будто кинул 4 зары и может сделать 4 хода. Игрок имеет право изменить свой ход, пока зары не переданы сопернику или не нажата кнопка часов. Если ход при этом оказался незаконченным или противоречащим правилам, оппонент имеет возможность принять ход в том виде, как он сделан, либо потребовать от игрока сделать правильный ход.
Запрещено выставлять блок (заграждение; мост) из шести шашек, если впереди этого блока нет шашки соперника. Не запрещено строить блоки из 6 шашек, однако все пятнадцать шашек противника запереть нельзя. Вы имеете право выстроить заграждение из шести шашек только в том случае, если хотя бы одна шашка противника находится в его доме. Если шашки противника занимают шесть клеток перед какой-нибудь шашкой, то она оказывается запертой. Если шашки заперты так, что игрок не может сделать ни одного хода на то количество очков, что выбросил на зарах (шашки «не идут»), то очки игрока пропадают, а шашки не двигаются вообще. На одно поле позволяется ставить произвольное количество шашек. На лунку, занятую противником, свою шашку ставить нельзя. В ситуации, когда можно сделать ход на количество лунок, которое выпало на одном из заров, и нельзя переместить шашку на число лунок, выпавшее на другом заре, выполняется только возможный ход, а очки второго теряются. Игрок не может отказаться от полного хода, даже если он ему не выгоден. Если оба хода одновременно сделать невозможно, то играется большее число, либо снимается вторая шашка с головы. Например, выпала комбинация шесть-пять. Игрок может сделать ход на шесть лунок или на пять. Игрок обязан сделать старший ход (на шесть лунок), а меньший ход (на 5 лунок) сгорает.

### Вывод шашек
Игрок имеет право снять с доски шашку, которая стоит на лунке, соответствующей числу выброшенных на зарах очков. Например, если выпало 6-3, игрок может вывести с доски одну шашку с 6-го поля и одну шашку с 3-го поля (три можно сыграть с 6, 5 или 4 поля). В процессе выведения шашек из дома игрок имеет право использовать очки, которые выпали на зарах, по своему усмотрению: он может сыграть шашкой в доме или её выбросить. В процессе выведения шашек с собственного дома разрешается выводить шашки с полей низшего разряда, если в полях высшего разряда шашек нет. Например, если на зарах выпало 6-5, а на полях 6 и 5 нет шашек, то игрок может вывести из дома две шашки со следующего по порядку, четвёртого поля (лунки), если и там нет шашек, то с третьего, если и там нет, то со второго и т. д. Партия заканчивается.

## Счёт в игре
| Название | Описание | Изображение |
| --- | --- | ----------- |
| Оин | Положение, когда проигравший сумел выкинуть хотя бы одну шашку (0-1) |             |
| Марс | Положение, когда один игрок выбросил все свои шашки, а его противник не сумел выбросить ни одной (2-0) |             |
| Ничья | Понятие ничьи в длинных нардах в их классическом виде, существовавшем многие века, отсутствует. Изначально игра была задумана как бескомпромиссный спор, в котором кто-то обязательно должен выиграть. Понятие ничьи в длинных нардах введено Федерацией Нард и практикуется уже много лет в очных турнирах. По правилам Федерации игру всегда начинают белые. Когда один игрок, игравший белым цветом, выбросил все свои шашки, второй игрок, игравший чёрным цветом, имеет право последнего броска. Возможна ситуация, когда игрок, игравший чёрным цветом, использовав своё право последнего броска, тоже выбросил все свои шашки. В этом случае партия заканчивается вничью, и игроки получают по пол очка (1/2-1/2), либо по одному очку (1-1), в зависимости от Регламента турнира. |             |
| В длинных нардах нет других результатов игры, кроме «ойн» (1 очко) и «марс» (2 очка). Однако в некоторых отдельных, единичных случаях некоторые игроки используют ещё понятия итога игры: «кокс» (3 очка) и «домашний марс» (4 очка). К правилам нард это отношения не имеет. Кокс и «домашний марс» распространены на российских игровых сайтах. Но их нет ни в одном серьезном документе о Правилах, Регламентах, Формулах турниров и просто игр ни на одном серьёзном игровом сайте. | |             |
| Кокс | Положение фишек в конце игры, при котором проигравший не успел вывести одну или несколько фишек из своей начальной (стартовой) четверти |             |
| Домашний марс | Положение фишек в конце игры, при котором проигравший успел завести в свой дом все свои фишки, но не успел снять ни одну фишку с доски |             |

## Варианты игры
| Название              | Начальная расстановка | Описание |
| --------------------- | --- | --- |
| Поддавки              | Стандартная | Меняется цель игры. Чтобы победить в поддавки, нужно проиграть в классические нарды. |
| Нардгаммон            | Стандартная | Запрещён блок из шести «пробегом», то есть строить глухой блок, в любой момент хода. |
| Карзар                | Стандартная | Запрещается «закрывать» противника, пока хотя бы одна его шашка не войдёт в дом. |
| Кафтар                | Стандартная | Если на голове есть шашки, то при выпадении 1 или 6 («кафтарная зара») шашка с головы перемещаются сразу в дом (на пункты 1 или 6). При выпадении одной кафтарной зары отсутствует ограничение на число одновременных ходов с «головы», то есть можно снять с головы и вторую (некафтарную) или сходить полевой шашкой, а при выпадении 1-1 или 6-6 («кафтар-коша») — снимаются сразу 4 шашки. |
| Один-шесть            | Стандартная | Разновидность кафтара, отличающаяся тем, что кафтарные ходы не являются обязательными и тем, что шашки выбрасываются из дома только кафтарными зарами (1 или 6). |
| Кабутар               | Стандартная | Если на голове есть шашки, то при выпадении дубля (кабутара) нужно снять с головы 4 шашки и поставить на соответствующий пункт дома. |
| Астрогон              | Стандартная | Если на зарах выпали числа M и N ({\displaystyle M\geqslant N}), то игрок делает N ходов по M пунктов. |
| Чёт-нечёт             | Стандартная | Белые — чёт, чёрные — нечёт. Если на зарах выпали числа M и N ({\displaystyle M\geqslant N}), то игрок делает N ходов по M пунктов. При этом белые ходят только если N чётное (2, 4 или 6), а чёрные только если N нечётное (1, 3 или 5), в противном случае — пропускают ход. |
| Хачапури              | На «голове» находятся 4 шашки, остальные 11 — на первой позиции дома («пункт 6»)                                                                | Отсутствует ограничение на число одновременных ходов с «головы». Традиционно играют со ставкой за не выброшенные шашки с доски. |
| Гюльбар               | Стандартная | Если у игрока нет возможности сделать какой-либо из этих ходов, то недоигранные ходы должен сделать соперник. При выпадении дубля если игрок смог сделать все 4 хода, то он бросает кости снова. |
| Бешеный гюльбар       | Стандартная | При выпадении дубля игрок делает все ходы от выпавшего дубля до дубля шести (например, при выпадении дубля «четыре-четыре» игрок ходит четыре раза по 4 пункта, затем четыре раза по 5, четыре раза по 6 пунктов). Если у игрока нет возможности сделать какой-либо из этих ходов, то недоигранные ходы должен сделать соперник. |
| Бешеные нарды         | Стандартная | При выпадении дубля игрок делает все ходы от выпавшего дубля до дубля шести (например, при выпадении дубля «четыре-четыре» игрок ходит четыре раза по 4 пункта, затем четыре раза по 5, четыре раза по 6 пунктов). В доме шашки не передвигаются, то есть на какой пункт шашка в дом попала, там она и останется и сбрасывать в этом случае шашки возможно только по номеру пункта в доме. Например, если выпало 5-3, то скинуть можно только с 5 и 3 пункта, если выпало 2-2, то соответственно скидывается с пункта 2 четыре шашки. В этом варианте игры если у игрока нет возможности сделать какой-либо из этих ходов, то недоигранные ходы должен сделать соперник. Например, игрок, ходил дубль 5-5, но смог сходить только одну пятёрку из четырёх, сопернику остаётся три пятёрки, а следующий дубль опять ходит первый игрок, бросавший кости. Если игрок не может начать играть выброшенный дубль, он не играется и к противнику не переходит.                  |
| Эмир                  | На «голове» находятся 12 шашек, остальные («нукеры») — за пределами доски. При этом седьмая шашка на голове имеет специальную отметку («эмир»). | В этой разновидности игры, подобно коротким нардам можно ставить шашку на ячейку, занятую одной шашкой противника, пленяя её (при обычных зарах) или сбивая с поля (при дубле). Пленная шашка остаётся на месте, пока противник не уберёт с неё все свои. Сбитая шашка снимается и возвращается на голову или ждёт на баре, если она уже занята двумя или более шашками противника. Эмир может побиваться (если он не в доме) или пленяться как обычная шашка, но если это делает эмир противника, то партия заканчивается досрочно. Другой особенностью игры является наличие предварительных ходов до броска зар. Предварительным ходом можно ввести в игру свободного нукера для защиты эмира и головы, если там осталась одна шашка. Также если на каком-то пункте находятся 3 и более шашек, а следующий за ним пункт свободен, то предварительным ходом можно распределить их по последующим пунктам, пропуская закрытые противником пункты (но не более 5 подряд). |
| Февга                 | Стандартная | С головы можно снять только одну шашку. Когда она пройдет голову соперника можно снимать уже без ограничений. Условия блока в Февга — разрешается строить глухие заслоны, даже когда оппонент не впереди. Но нельзя запирать свой стартовый сектор. |
| Февга Бешеные — Гиюль | Стандартная | Используются смешанные правила бешеных нард и Февги. |